# Парфёнов, Андрей Сергеевич
Андрей Сергеевич Парфёнов (17 декабря 1987, Троицко-Печорск, Коми АССР) — российский лыжник, чемпион России. Мастер спорта России международного класса.

## Биография
Занимался лыжным спортом с третьего класса в секции посёлка Троицко-Печорск. Первый тренер — Сергей Анатольевич Лыжин, позднее занимался у Игоря Петровича Попова, Владимира Александровича Стрепнева, а также у тренеров сборной России. До 2011 года представлял Республику Коми, затем перешёл в команду Тюменской области, выступает за спортивное общество «Динамо».
Участник двух юниорских чемпионатов мира (2006, 2007), дважды становился серебряным призёром в составе сборной России. Бронзовый призёр чемпионата мира среди молодёжи (до 23 лет) 2010 года в спринте.
С 2007 года выступал за сборную России на Кубке мира. Победитель этапов Кубка мира в командном спринте (2012/13, Сочи; 2016/17, Пхёнчан), также попадал в призовую тройку в личном спринте. Участник ряда чемпионатов мира, в том числе в 2009 году занял четвёртое место в командном спринте, в 2015 году был 31-м в квалификации спринта и не пробился в финал. Более 10 раз становился победителем этапов Кубка Восточной Европы.
На уровне чемпионата России становился чемпионом в 2015 году в спринте, в 2019 году в спринте и командном спринте; серебряным призёром в 2010 и 2011 годах в спринте; бронзовым призёром в 2009 и 2010 годах в эстафете, в 2013, 2015, 2017 годах в командном спринте, в 2017 году в спринте. Победитель соревнований «Красногорская лыжня», неоднократный победитель и призёр этапов Кубка России.

## Личная жизнь
По состоянию на 2019 год супруга Дарьяна, в прошлом лыжница, выступавшая на российских стартах. Дочь Виталина.